# Errhomus picturatus
Errhomus picturatus är en insektsart som beskrevs av Hamilton och Zack 1999. Errhomus picturatus ingår i släktet Errhomus och familjen dvärgstritar. Inga underarter finns listade i Catalogue of Life.